# Rudolf Fuchs (Schauspieler)
Rudolf Fuchs (geboren 19. Jänner 1861 in Freiheitau, Österreichisch-Schlesien; gestorben 18. September 1945 in Meiningen, Deutschland) war ein österreichischer Theaterschauspieler.

## Leben
Fuchs, der Sohn eines Fabrikbesitzers entschloss sich, nachdem er in Dresden als Einjährig-Freiwilliger gedient hatte, den Schauspielerberuf zu ergreifen. Ausgebildet wurde er am Wiener Konservatorium von Bernhard Baumeister und Emil Bürde. 
Sein erstes Engagement hatte er 1882 am Meininger Hoftheater, wo er an den Gastspielreisen der Meininger unter „Theaterherzog“ Georg II. teilnahm. Er ging dann 1885 an das Stadttheater Straßburg, 1886 nach Weimar, 1887 an das Hoftheater München und 1893 an das Hoftheater Kassel. 1898 kehrte er nach Meiningen zurück, wo Fuchs bis 1926 meistens in väterlichen und heldischen Rollen auftrat.
Fuchs war hauptsächlich Charakterspieler, doch er spielte auch in verschiedenen anderen Rollenfächern. Seine Darbietungen war von eindringlichem Verständnis, dramatischer Kraft, künstlerischer Reife und technischem Geschick. Zu seinen nennenswerten Rollen zählten „Tell“, „Faust“, „Egmont“, „Wallenstein“, „Othello“, „Dunois“ und andere.
Rudolf Fuchs war Ehrenmitglied des Meininger Theaters.